# Salt River (Snake River)
Der Salt River ist ein 135 km langer, linker Nebenfluss des Snake Rivers im Westen des US-Bundesstaates Wyoming.

## Verlauf
Der Salt River entspringt im Wagner Lake an der Nordostflanke des 3192 m hohen Mount Wagner in der südlichen Salt River Range im Lincoln County auf einer Höhe von etwa 2980 m. Von dort fließt er zunächst durch den Bridger National Forest nach Südwesten und wendet sich bald in nördliche Richtung. Er folgt dem Verlauf des U.S. Highway 89 nach Norden in das Star Valley, das er für mehr als 100 km bis zur Mündung in den Snake River in größtenteils mäandrierendem Verlauf durchfließt. Dabei erhält er mit Cottonwood Creek, Swift Creek und Willow Creek von rechts sowie dem Crow Creek von links seine größten Nebenflüsse und passiert die Gemeinden Smoot, Afton, Thayne und Etna. Im Verlauf durch das Star Valley unterquert der Salt River die Wyoming Highways 236, 238, 237 und 239 sowie mehrfach den U.S. Highway 89 und nähert sich der Grenze zu Idaho bis auf einen Meter an. Nördlich von Etna erreicht der Fluss den Caribou National Forest und mündet südwestlich von Alpine auf einer Höhe von 1714 m in das durch den Palisades Dam aufgestaute und vom Snake River durchflossene Palisades Reservoir.

## Hydrologie
Der Salt River ist als Nebenfluss des Snake Rivers Teil des Einzugsgebietes des Columbia Rivers, der sich in den Pazifischen Ozean entwässert. Das Einzugsgebiet des Salt River umfasst ein Areal von etwa 2300 km² und grenzt an die Einzugsgebiete von Blackfoot River und Bear River im Westen, des Smiths Fork im Süden sowie des Greys River im Osten. Das Einzugsgebiet entwässert weite Teile der westlichen Salt River Range sowie der östlichen Caribou Range in Idaho. Der Greys River fließt parallel zum Salt River östlich der Salt River Range nach Norden und mündet unweit des Salt River ebenfalls in das Palisades Reservoir. Der mittlere Abfluss des Salt River am Pegel in Etna beträgt 21,7 m³/s, die größten Abflüsse finden sich in den Monaten Mai und Juni.

## Geschichte
Vor etwa 1890 wurde das Tal des Salt River im Sommer oft von verschiedenen Indianerstämmen besucht, die das reiche Wild- und Fischreichtum sowie die hohen Salzvorkommen schätzten. Von etwa 1858 bis 1910 verlief die Lander Road des Oregon Trail parallel zum Fluss, von Smoot im oberen Teil des Tals bis nach Auburn weiter flussabwärts. Von 1866 bis etwa 1880 baute die Saline Oneida Salt Works das Salz aus einigen der Salzquellen ab und verkaufte es an Bergleute und Viehzüchter in Wyoming, Idaho und Montana. In den Wintern wurde der Betrieb eingestellt. Vor etwa 1879, als die ersten Siedler begannen, im später als Star Valley bezeichneten Hochtal des Salt River zu überwintern, zogen die Menschen in den Wintermonaten in wärmere Gegenden.

## Belege
1. 1 2 3 4  Salt River (Snake River). In: Geographic Names Information System. United States Geological Survey, United States Department of the Interior (englisch).
2. ↑  USGS 13028000 SALT RIVER NEAR ALPINE, WY. USGS, abgerufen am 21. Dezember 2024 (englisch).
3. ↑  USGS 13027500 SALT RIVER ABOVE RESERVOIR, NEAR ETNA, WY. USGS, abgerufen am 21. Dezember 2024 (englisch).
4. ↑  USGS 13027500 SALT RIVER ABOVE RESERVOIR, NEAR ETNA, WY. Abgerufen am 30. Juni 2024.
5. ↑  The Oneida Salt Works (Tap to Read). Abgerufen am 30. Juni 2024 (englisch).

- Karte mit allen Koordinaten:
- OSM |
- WikiMap